# Mecometopus capixaba
Mecometopus capixaba là một loài bọ cánh cứng trong họ Cerambycidae.